# Bolos en los Juegos Asiáticos
La competición de bolos en los Juegos Asiáticos se disputa desde la edición de 1978 en Bangkok, Tailandia tanto en la rama masculina como en la femenina y se ha celebrado en cada edición desde entonces excepto en las ediciones de 1982 y 1990.
Corea del Sur es el país que ha obtenido más medallas de oro en la disciplina, ási como el que ha dominado el deporte en la mayoría de ediciones.

## Ediciones
| Edición | Año  | Ciudad Sede | País Sede     | País Campeón       |
| ------- | ---- | ----------- | ------------- | ------------------ |
| VIII    | 1978 | Bangkok     | Tailandia     | Filipinas          |
| X       | 1986 | Seúl        | Corea del Sur | Japón              |
| XII     | 1994 | Hiroshima   | Japón         | Corea del Sur      |
| XIII    | 1998 | Bangkok     | Tailandia     | República de China |
| XIV     | 2002 | Busan       | Corea del Sur | Corea del Sur      |
| XV      | 2006 | Doha        | Catar         | Corea del Sur      |
| XVI     | 2010 | Guangzhou   | China         | Corea del Sur      |
| XVII    | 2014 | Incheon     | Corea del Sur | Corea del Sur      |

## Medallero
| Pos.  | País               | Oro | Plata | Bronce | Total |
| ----- | ------------------ | --- | ----- | ------ | ----- |
| 1     | Corea del Sur      | 31  | 20    | 21     | 72    |
| 2     | Japón              | 16  | 15    | 7      | 38    |
| 3     | Malasia            | 10  | 11    | 7      | 28    |
| 4     | República de China | 9   | 5     | 7      | 21    |
| 5     | Filipinas          | 7   | 8     | 8      | 23    |
| 6     | Tailandia          | 6   | 10    | 8      | 24    |
| 7     | Singapur           | 6   | 9     | 7      | 22    |
| 8     | Hong Kong          | 2   | 3     | 4      | 9     |
| 9     | Arabia Saudita     | 2   | 0     | 2      | 4     |
| 10    | Indonesia          | 1   | 3     | 4      | 8     |
| 11    | UAE                | 0   | 5     | 6      | 11    |
| 12    | Catar              | 0   | 2     | 3      | 5     |
| 13    | Kuwait             | 0   | 2     | 0      | 2     |
| 14    | China              | 0   | 1     | 4      | 5     |
| Total | Total              | 90  | 94    | 88     | 272   |